# Evaristo Baschenis
Evaristo Baschenis, né le 7 décembre 1617 à Bergame où il est mort le 16 mars 1677, est un peintre baroque de l’école vénitienne du XVIIe siècle.

## Biographie
L'identité du peintre, l'un des plus grands peintres italiens du XVIIe siècle, est restée très floue jusqu'à ce qu'un certain Piero Capuani se soit assuré, par la découverte de l'acte de baptême de Baschenis dans le registre paroissial de la Cathédrale de Bergame, de sa date de naissance.
Dernier né de la longue famille d'artistes italiens et ami d’une famille notable de luthiers de Crémone, on ignore sous quel maître Baschenis s’adonna, quoique prêtre, à la peinture. Il est le contemporain du Bergamasque Carlo Ceresa et paraît avoir été influencé par Cristoforo Munari de Modène.
Connu pour ses natures mortes, il peut être regardé comme le créateur de son genre, la peinture des trophées d’instruments et des cahiers de musique, mêlés d’écritoires, de boîtes, de fruits, d’encriers et autres objets arrangés sur des tables couvertes des plus beaux tissus, avec une vérité dont personne n’a approché depuis. Il savait rendre jusqu’à la poussière qu’il supposait couvrir ses compositions, exécutées avec tant d’art jusqu’à tromper le spectateur. L’effet des petits tableaux de cet artiste est tel qu’ils sont encore fort recherchés.
Ses natures mortes aux instruments de musique sont, pour la plupart, des œuvres de série issues d'une douzaine de compositions originales différentes. Le figure du luth en raccourci, réalisé à la perfection, est un écho de ce qui apparaissait comme un défi de perspective aux peintres et dessinateurs du XVIe siècle. Evaristo Baschenis rend toute la réalité uniquement au pinceau, là où Bettera maroufle sur la toile une pièce de toile de jute grossière dont le relief sert de base au rendu des tapis.

## Œuvres

### LeTriptyque Agliardi
Le Triptyque Agliardi (Trittico Agliardi) est une série de trois huiles sur toile peintes par Baschenis pour la famille Agliardi. C'est une des rares œuvres du peintre mettant en scène des êtres humains. Il met en scène Evaristo Baschenis et les trois frères Agliardi. L'œuvre aurait été peinte alors que Baschenis avait environ cinquante ans, selon certaines sources entre 1665 et 1670.
Cette œuvre témoigne de l'amitié que Baschenis portait pour la famille Agliardi. En effet, le peintre habitait dans le Borgo San Leonardo à Bergame comme les Agliardi. Ottavio, le plus jeune des frères Agliardi, était comme Baschenis un religieux (il deviendra moine bénédictin, probablement influencé par Baschenis qui était en lien avec le monastère de Venise) et sera favorisé par le peintre. Pour cette raison Baschenis le représentera avec lui sur le panneau de gauche.

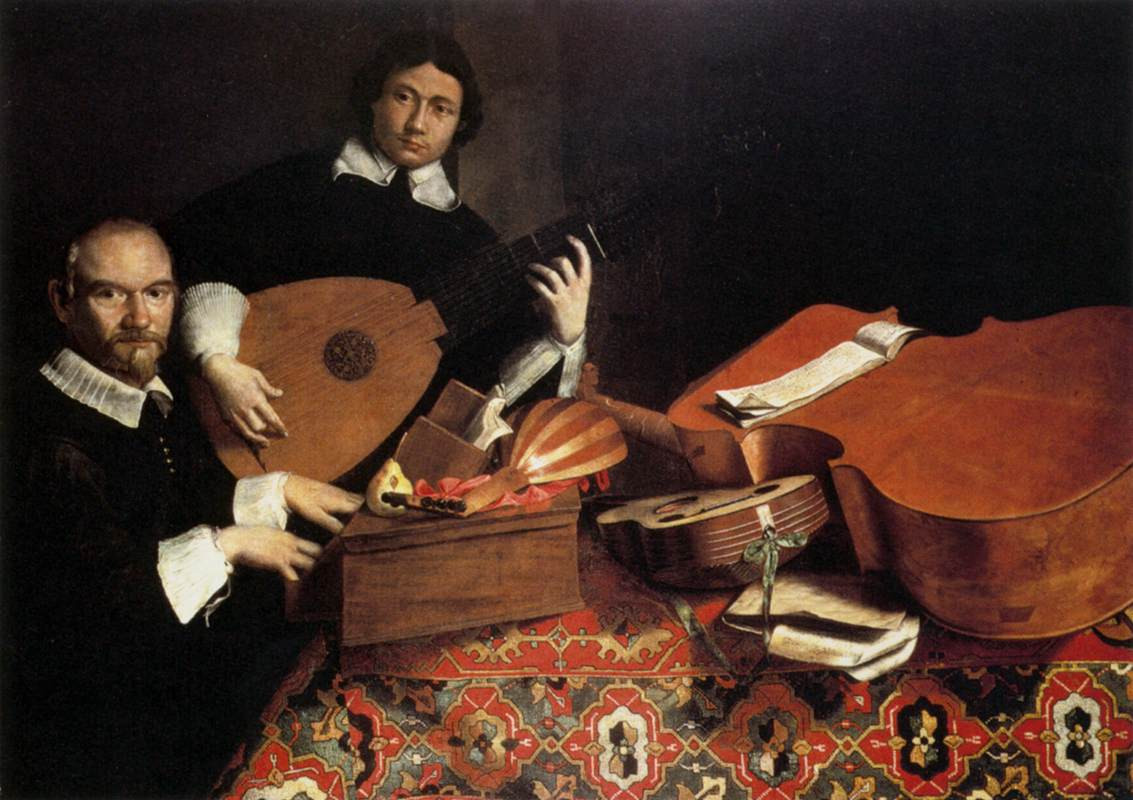
Panneau de gauche, 115 x 163 cm - À gauche Evaristo Baschenis, à droite Ottavio Agliardi (1645 - ?)

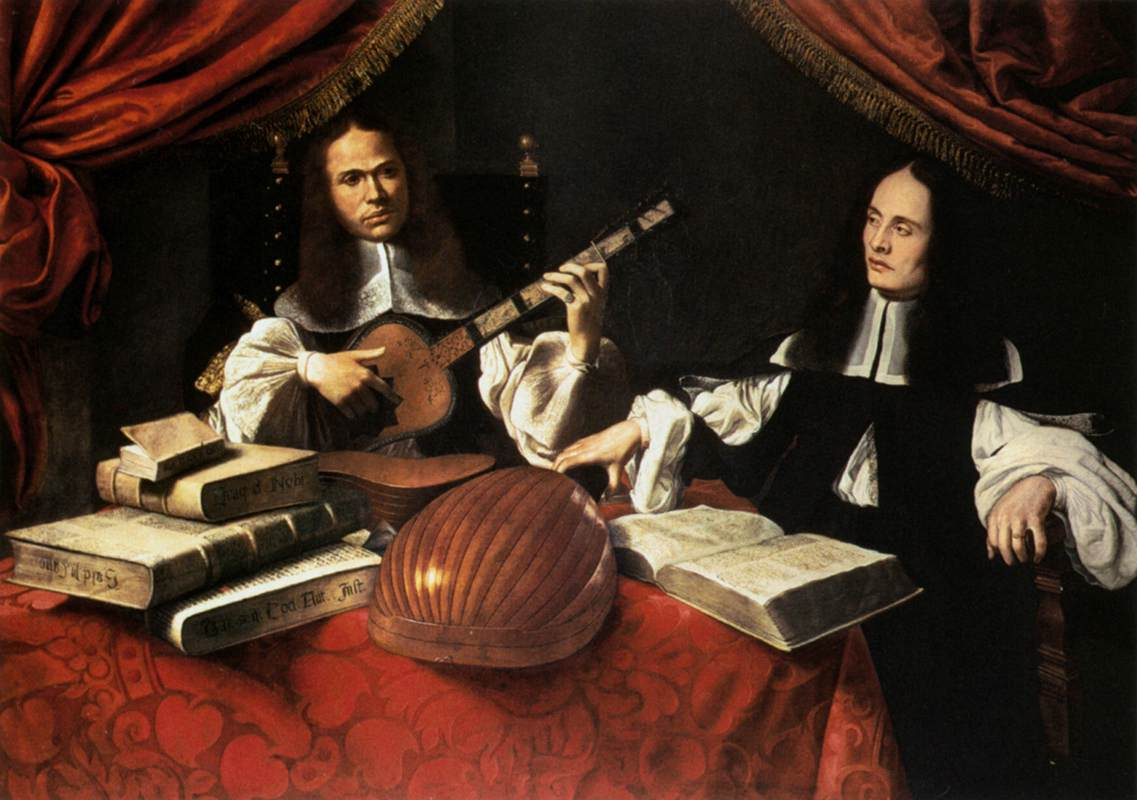
Panneau de droite, 115 x 163 cm - À gauche Alessandro Agliardi (1636 - 1692), à droite Bonifacio Agliardi (1635 - 1710)

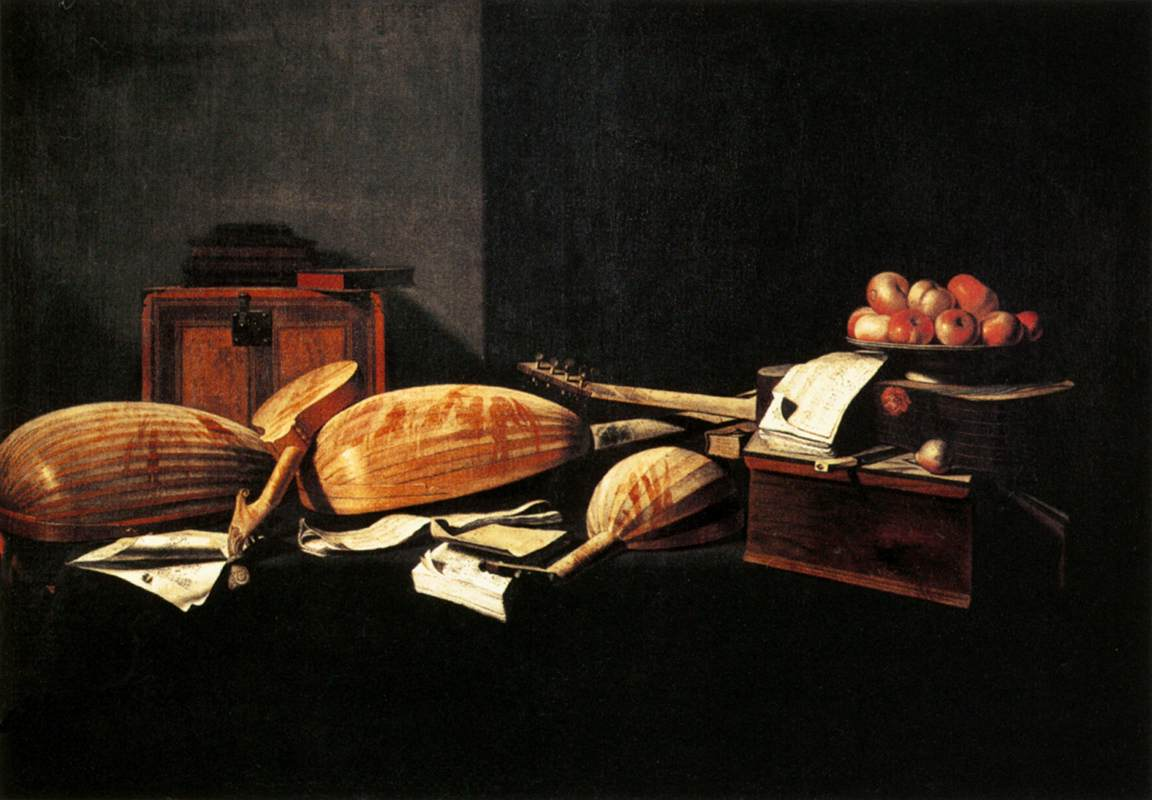
Panneau central, 115 x 163 cm

### D'autres œuvres notables

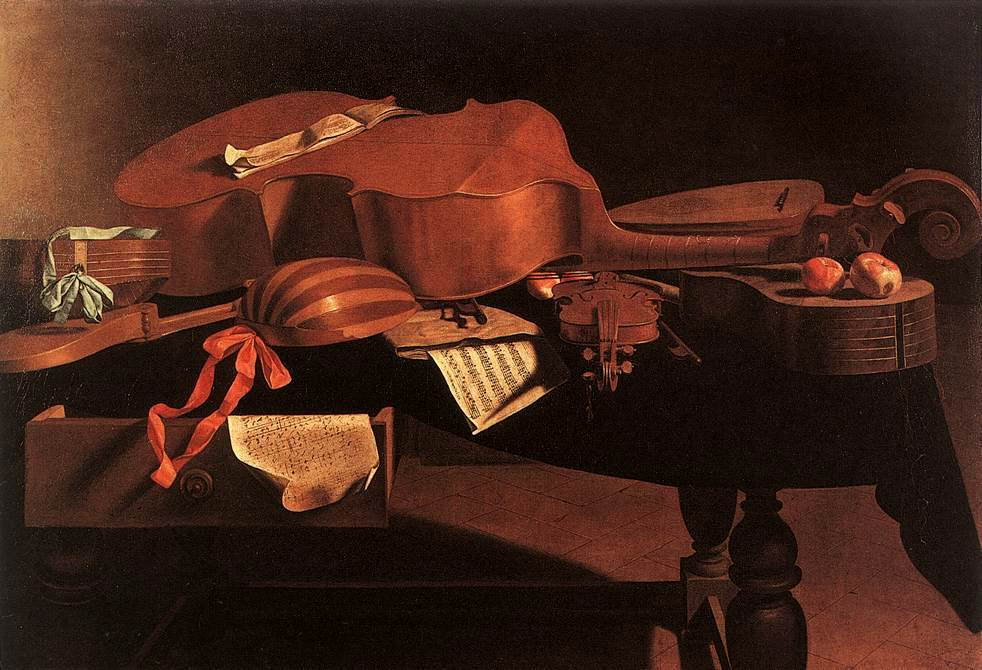
Instruments de musique sur une table
musées royaux des Beaux-Arts de Bruxelles

- Nature morte aux instruments de musique, Musée Wallraf Richartz, Cologne
- Nature morte aux instruments de musique, Pinacothèque de Brera, Milan
- Nature morte aux instruments de musique sur une table, huile sur toile, 98 × 146 cm, Musées royaux des beaux-arts, Bruxelles
- Nature morte aux instruments de musique, huile sur toile, 75 × 108 cm, Pinacoteca dell’Accademia Carrara, Bergame
- Nature morte aux instruments de musique avec une petite statue, Pinacoteca dell’Accademia Carrara, Bergame
- Nature morte aux instruments de musique, Gallerie dell’Accademia, Venise.
- Nature morte, Fondation Bemberg, Toulouse.
- Autoprortrait, Casa Agliardi, Bergame